# Canton de Charente-Champagne
Le canton de Charente-Champagne est une circonscription électorale française du département de la Charente créée par le décret du 20 février 2014 et entrée en vigueur lors des élections départementales de 2015.

## Histoire
Un nouveau découpage territorial de la Charente entre en vigueur en mars 2015, défini par le décret du 20 février 2014, en application des lois du 17 mai 2013 (loi organique 2013-402 et loi 2013-403). Les conseillers départementaux sont, à compter de ces élections, élus au scrutin majoritaire binominal mixte. Les électeurs de chaque canton élisent au Conseil départemental, nouvelle appellation du Conseil général, deux membres de sexe différent, qui se présentent en binôme de candidats. Les conseillers départementaux sont élus pour 6 ans au scrutin binominal majoritaire à deux tours, l'accès au second tour nécessitant 12,5 % des inscrits au 1er tour. En outre la totalité des conseillers départementaux est renouvelée. Ce nouveau mode de scrutin nécessite un redécoupage des cantons dont le nombre est divisé par deux avec arrondi à l'unité impaire supérieure si ce nombre n'est pas entier impair, assorti de conditions de seuils minimaux. Dans la Charente, le nombre de cantons passe ainsi de 35 à 19. Le nouveau canton de Charente-Champagne est formé de communes des anciens cantons de Châteauneuf-sur-Charente et de Segonzac.

## Représentation
| Période élective | Période élective | Mandat | Mandat   | Identité              | Nuance | Nuance | Qualité |
| ---------------- | ---------------- | ------ | -------- | --------------------- | ------ | ------ | --- |
| 2015             | 2021             | 2015   | 2021     | Marie-Claude Guionnet |        | DVD    | Gérante d'un domaine viticole, Gensac-la-Pallue |
| 2015             | 2021             | 2015   | 2021     | Jean-Paul Zucchi      |        | LR     | Retraité, 3e vice-président de la Communauté d'agglomération du Grand-Cognac Ancien conseiller général du Canton de Châteauneuf-sur-Charente Conseiller municipal de Châteauneuf-sur-Charente jusqu'en 2020 |
| 2021             | 2028             | 2021   | en cours | Marina Barbot         |        | DVC    | Professeure des écoles, directrice d'école privée Adjointe au maire de Segonzac |
| 2021             | 2028             | 2021   | 2024     | Jean Paul Zucchi      |        | LR     | Conseiller sortant Décédé en cours de mandat |
| 2021             | 2028             | 2024   | en cours | Mickaël Villéger      |        | DVC    | Directeur à Renault Trucks Vice President de la Communauté d'agglomération du Grand Cognac Adjoint au maire de Châteauneuf-sur-Charente                                                                     |

### Résultats détaillés

#### Élections de mars 2015
À l'issue du 1er tour des élections départementales de 2015, deux binômes sont en ballottage : Marie-Claude Guionnet et Jean-Paul Zucchi (Union de la Droite, 30,23 %) et Aurélie De Azevedo et Denis Moreau (FN, 27,3 %). Le taux de participation est de 47,99 % (6 337 votants sur 13 206 inscrits) contre 50,21 % au niveau départementalet 50,17 % au niveau national.
Au second tour, Marie-Claude Guionnet et Jean-Paul Zucchi (Union de la Droite) sont élus avec 66,5 % des suffrages exprimés et un taux de participation de 49,32 % (3 894 voix pour 6 513 votants et 13 206 inscrits).

#### Élections de juin 2021
Le premier tour des élections départementales de 2021 est marqué par un très faible taux de participation (33,26 % au niveau national). Dans le canton de Charente-Champagne, ce taux de participation est de 31,38 % (4 087 votants sur 13 023 inscrits) contre 33,39 % au niveau départemental. À l'issue de ce premier tour, deux binômes sont en ballottage : Marina Barbot et Jean Paul Zucchi (DVC, 36,76 %) et Bernard Mauzé et Léa Michaud-Laurichesse (DVD, 24,58 %).
Le second tour des élections est marqué une nouvelle fois par une abstention massive équivalente au premier tour. Les taux de participation sont de 34,3 % au niveau national, 33,99 % dans le département et 29,95 % dans le canton de Charente-Champagne. Marina Barbot et Jean Paul Zucchi (DVC) sont élus avec 57,94 % des suffrages exprimés (1 974 voix pour 3 901 votants et 13 026 inscrits),,.

## Composition
Le nouveau canton de Charente-Champagne comprenait vingt-sept communes entières à sa création.
À la suite de la création des communes nouvelles de Bellevigne (Éraville, Malaville, Nonaville, Touzac et Viville) le 1er janvier 2017, Mosnac-Saint-Simeux (Mosnac et Saint-Simeux) le 1er janvier 2021 et de Lignières-Ambleville (Lignières-Sonneville et Ambleville) le 1er janvier 2022, le canton comprend désormais vingt-et-une communes entières.
| Nom                                              | Code Insee | Intercommunalité   | Superficie (km2) | Population (dernière pop. légale) | Densité (hab./km2) | Modifier                                    |
| ------------------------------------------------ | ---------- | ------------------ | ---------------- | --------------------------------- | ------------------ | ------------------------------------------- |
| Châteauneuf-sur-Charente (bureau centralisateur) | 16090      | CA du Grand Cognac | 24,02            | 3 562 (2022)                      | 148                | modifier les données · modifier les données |
| Angeac-Champagne                                 | 16012      | CA du Grand Cognac | 14,27            | 496 (2022)                        | 35                 | modifier les données · modifier les données |
| Angeac-Charente                                  | 16013      | CA du Grand Cognac | 10,81            | 296 (2022)                        | 27                 | modifier les données · modifier les données |
| Bellevigne                                       | 16204      | CA du Grand Cognac | 43,77            | 1 274 (2022)                      | 29                 | modifier les données · modifier les données |
| Birac                                            | 16045      | CA du Grand Cognac | 11,84            | 368 (2022)                        | 31                 | modifier les données · modifier les données |
| Bonneuil                                         | 16050      | CA du Grand Cognac | 13,58            | 248 (2022)                        | 18                 | modifier les données · modifier les données |
| Bouteville                                       | 16057      | CA du Grand Cognac | 12,07            | 330 (2022)                        | 27                 | modifier les données · modifier les données |
| Criteuil-la-Magdeleine                           | 16116      | CA du Grand Cognac | 15,19            | 403 (2022)                        | 27                 | modifier les données · modifier les données |
| Gensac-la-Pallue                                 | 16150      | CA du Grand Cognac | 19,23            | 1 614 (2022)                      | 84                 | modifier les données · modifier les données |
| Genté                                            | 16151      | CA du Grand Cognac | 11,59            | 929 (2022)                        | 80                 | modifier les données · modifier les données |
| Graves-Saint-Amant                               | 16297      | CA du Grand Cognac | 8,99             | 328 (2022)                        | 36                 | modifier les données · modifier les données |
| Juillac-le-Coq                                   | 16171      | CA du Grand Cognac | 14,54            | 655 (2022)                        | 45                 | modifier les données · modifier les données |
| Lignières-Ambleville                             | 16186      | CA du Grand Cognac | 21,45            | 704 (2022)                        | 33                 | modifier les données · modifier les données |
| Mosnac-Saint-Simeux                              | 16233      | CA du Grand Cognac | 15,73            | 967 (2022)                        | 61                 | modifier les données · modifier les données |
| Saint-Fort-sur-le-Né                             | 16316      | CA du Grand Cognac | 6,80             | 380 (2022)                        | 56                 | modifier les données · modifier les données |
| Saint-Preuil                                     | 16343      | CA du Grand Cognac | 12,39            | 302 (2022)                        | 24                 | modifier les données · modifier les données |
| Saint-Simon                                      | 16352      | CA du Grand Cognac | 3,77             | 229 (2022)                        | 61                 | modifier les données · modifier les données |
| Salles-d'Angles                                  | 16359      | CA du Grand Cognac | 21,80            | 1 007 (2022)                      | 46                 | modifier les données · modifier les données |
| Segonzac                                         | 16366      | CA du Grand Cognac | 35,19            | 2 093 (2022)                      | 59                 | modifier les données · modifier les données |
| Verrières                                        | 16399      | CA du Grand Cognac | 13,37            | 321 (2022)                        | 24                 | modifier les données · modifier les données |
| Vibrac                                           | 16402      | CA du Grand Cognac | 2,82             | 294 (2022)                        | 104                | modifier les données · modifier les données |
| Canton de Charente-Champagne                     | 1607       |                    | 333,22           | 16 800 (2022)                     | 50                 | modifier les données                        |

## Démographie
En 2022, le canton comptait 16 800 habitants, en évolution de −1,46 % par rapport à 2016 (Charente : −0,48 %, France hors Mayotte : +2,11 %).
| 2013   | 2018   | 2022   |
| ------ | ------ | ------ |
| 17 139 | 16 811 | 16 800 |